# 159 Емілія
159 Емілія (159 Aemilia) — астероїд головного поясу, відкритий 26 січня 1876 року братами Польом Генрі та Проспером Генрі.